# La Selle-la-Forge
La Selle-la-Forge é uma comuna francesa na região administrativa da Normandia, no departamento Orne. Estende-se por uma área de 8,31 km². Em 2010 a comuna tinha 1 510 habitantes (densidade: 181,7 hab./km²).